# Pavle Popović
Pavle Popović (în sârbă Павле Поповић; n. 4/16 aprilie 1868, Belgrad, Principatul Serbiei – d. 4 iunie 1939, Belgrad, Regatul Iugoslaviei) a fost un critic literar și istoric literar sârb, profesor și rector al Universității din Belgrad. A fost fratele lui Bogdan Popović și, de asemenea, un critic literar și profesor universitar influent.

## Biografie

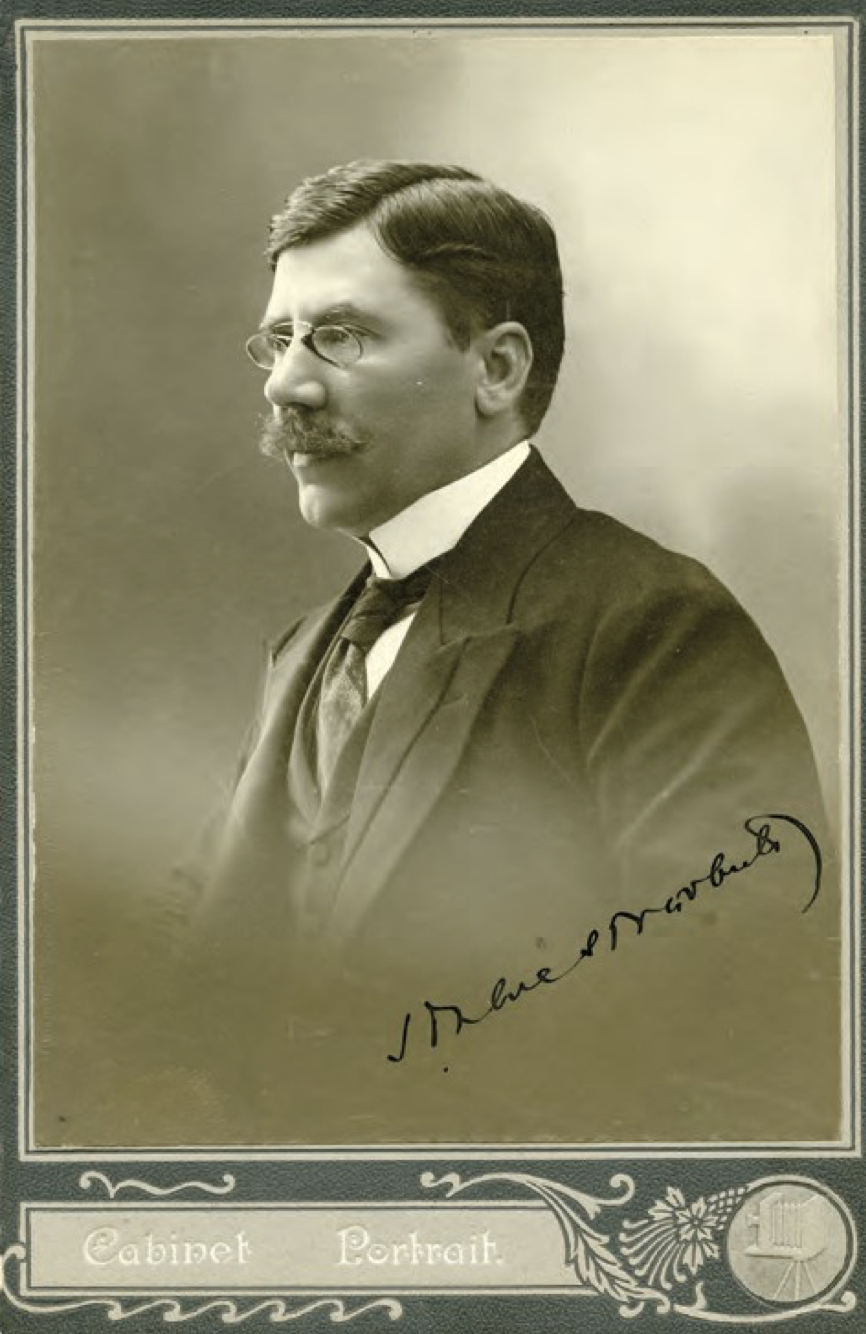
Portret al lui Pavle Popović în tinerețe

Născut în Belgrad, Pavle Popović și-a primit educația în orașul natal, absolvind în 1889 Școala Mare (Grandes Écoles), numele pe care îl purta atunci universitatea. După o perioadă scurtă ca asistent universitar la Šabac și ulterior la Belgrad, a urmat studii postuniversitare de literatură franceză la Geneva și Paris între 1894 și 1896. După publicarea studiului său despre „moraliștii francezi” în 1893 și a unei analize critice a poemului Gorski vijenac („Cununa de munte”) al lui Petar II Petrović-Njegoš în 1894, a fost numit profesor asistent de literatură sârbă la universitatea din Belgrad în 1895. Patru ani mai târziu, Pavle Popović a publicat O istorie a literaturii sârbe, de la origini până în epoca modernă, lucrare care a câștigat recunoaștere internațională.
În timpul războaielor balcanice din 1912 și 1913, a servit în Armata Sârbă în calitate de sergent, fiind atașat la Marele Cartier General. În timpul Primului Război Mondial, a fost delegat de guvern în misiuni speciale, mai întâi în Italia, apoi în Franța și în cele din urmă în Marea Britanie, unde a rămas până la sfârșitul războiului. La Londra, a avut responsabilitatea coordonării elevilor și studenților sârbi evacuați în urma invaziei Serbiei, aduși în Marea Britanie în vara lui 1916, prin sprijinul poporului britanic și sub egida Serbian Relief Fund, organizație fondată de Lady Paget, soția lui Sir Ralph Paget. În timpul șederii sale la Londra, a scris un Studiu asupra literaturii iugoslave, publicat în sârbă de Cambridge University Press în 1918. De asemenea, a redactat numeroase articole și broșuri, abordând teme atât literare, cât și politice, scrise în limba engleză.
La întoarcerea sa în Serbia în 1919, a fost numit profesor de literatura iugoslavă la Universitatea din Belgrad. La scurt timp după aceea, a devenit unul dintre cei mai de succes rectori ai instituției, remarcându-se prin eforturile sale de reconstrucție a universității și, în special, a bibliotecii centrale, distrusă în urma bombardamentelor germane. De asemenea, a fost profesor invitat la King's College London.
Pavle Popović a deținut funcția de secretar al Srpska književna zadruga (Societatea Literară Sârbă) între 1911 și 1920, vicepreședinte din 1920 până în 1928, iar din 1928 până în 1937 a condus instituția în calitate de președinte.

## Critică literară
Asemenea fratelui său, Bogdan Popović, Pavle Popović a fost puternic influențat de cultura franceză. A completat munca lui Jovan Skerlić prin publicarea unei sinteze asupra literaturii sârbe (1913), în care a pus accent pe literatura medievală și pe tradiția orală ulterioară. Metodologia sa de analiză literară combina cercetarea arhivistică, dezbaterea filosofică și perspectiva comparativă. Discursul său, influențat de alte literaturi europene contemporane, conferea o notă de eleganță și finețe narativelor anecdotice, influențând astfel o nouă generație de critici și eseiști. 
În cercul academic sârb, Pavle Popović a fost recunoscut ca o autoritate incontestabilă, deși a fost mai puțin vizibil în spațiul public decât fratele său. Lucrările sale de istorie literară și numeroasele sale studii specializate dedicate teatrului sârb din secolul al XIX-lea au rămas standarde incontestabile în domeniu timp de peste șase decenii, alături de opera lui Skerlić – cea din urmă fiind, însă, mai influentă din punct de vedere ideologic.
Pavle Popović a întreținut o corespondență intensă cu numeroși cercetători de prestigiu, printre care Milivoy S. Stanoyevich, George Rapall Noyes, John Dyneley Prince, Robert William Seton-Watson, Watson Kirkconnell și mulți alți academicieni.

## Lucrări (selecție)
- Pregled srpske književnosti (1909)[6]
- Jugoslovenska književnost (1918)
- Nova srpska književnost 1 (postum, 1999)
- Nova srpska književnost 2 (postum, 2000)
- Narodna književnost (postum, 2000)
- Dubrovačke studije (postum, 2000)
- Milovan Vidaković (postum, 2000)
- O Njegošu (postum, 2000)
- Stara srpska književnost (postum, 2000)
- Dnevnik (postum, 2000)
- Književna kritika - književna istoriografija (postum, 2002)
- Ćirilo i Metodije (postum, 2004)
- Sveti Sava (postum, 2004)